# Resolución 1926 del Consejo de Seguridad de las Naciones Unidas
La resolución 1926 del Consejo de Seguridad de las Naciones Unidas, aprobada por unanimidad el 2 de junio de 2010, decidió que la elección para cubrir la vacante de Thomas Buergenthal, magistrado de la Corte Internacional de Justicia (CIJ), tendría lugar el 9 de septiembre de ese mismo año en sendas sesiones del Consejo de Seguridad y de la Asamblea General de las Naciones Unidas.

## Resolución
La vacante de Thomas Buergenthal se produjo tras la renuncia de éste, cinco años antes de finalizar su mandato, lo que obligó al Consejo de Seguridad, de acuerdo a lo establecido en el Estatuto de la CIJ, a fijar una fecha para la elección de un nuevo miembro para el resto del mandato. La CIJ está compuesta por 15 miembros, cada uno de los cuales tiene un mandato de 9 años, reeligiéndose un tercio de los mismos cada tres años. La candidatos a ocupar un puesto de magistrado en el CIJ deben obtener un mínimo del 50% de los votos tanto en el Consejo de Seguridad como en la Asamblea General de las Naciones Unidas.
Thomas Buergenthal había sido renombrado magistrado de la CIJ en 2006, aunque su labor como magistrado comenzó en el 2000. Tras su renuncia formal, que se haría efectiva el 6 de septiembre de 2010, Buergenthal retomaría su labor de docente en la Facultad de Derecho de la Universidad de Harvard.